# Dysselsdorp
Dysselsdorp è una cittadina sudafricana situata nella municipalità distrettuale di Eden nella provincia del Capo Occidentale.

## Geografia fisica
Il piccolo centro abitato sorge lungo il corso del fiume Olifants a circa 20 chilometri a est della cittadina di Oudtshoorn.

## Storia
Il villaggio venne fondato nel 1838 dalla società missionaria di Londra.